# 左廷皐
左廷皋（1612年—1646年），字對揚，雲南蒙化府人，明朝、南明政治人物。

## 生平
左廷皋學識淵博，擅詩文，是崇禎十二年（1639年）己卯科雲南鄉試第二名舉人，十三年（1640年）聯捷庚辰科進士。兵部觀政，未正式任官，因父母去世歸里。
隆武二年（1646年）沙定洲作亂，他和陳懷瑾登蒙化府城守禦，城破不屈被殺。身後入祀鄉賢祠。

## 引用
1. 1 2  康熙《蒙化府志·卷五·人物志》：左廷皋 字對揚，崇正庚辰進士，學問充贍，敏於詩文，丁艱回籍。沙賊破蒙，被殺于山。批准鄉賢。
2. ↑  康熙《蒙化府志·卷五·人物志》：崇正庚辰魏藻德榜 左廷皋 未任，因沙逆之變不屈殉節 ……（崇禎）己卯科（舉人） 左廷皋 見前
3. ↑  《崇禎十三年庚辰科進士三代履歷》：左廷皋，曾祖承恩，恩选贡元；祖汝逊，文林郎四川知县；父重，甲午举人，尚宝司卿，忠節名臣，特祠崇祀。對揚，书二房，壬子年九月二十八日生，蒙化府人，己卯二名，会试二百七名，三甲七十三名。兵部观政。
4. ↑  《南疆繹史恤謚考·卷八·入祠士民 下》：左廷皋進士 陳懷瑾生員 俱蒙化人。丙戌沙定洲亂，登陴守禦，城破，不屈死。